# Коллюмерзваг
Коллюмерзваг (нід. Kollumerzwaag, фриз. Kollumersweach) — село в нідерландській провінції Фрисландія. Входить до муніципалітету Північно-Східна Фрисландія.
Його площа — 11,36 км², а населення станом на 2021 рік становило 2976 осіб.
Перша згадка про населений пункт датується 1444 роком.

## Галерея

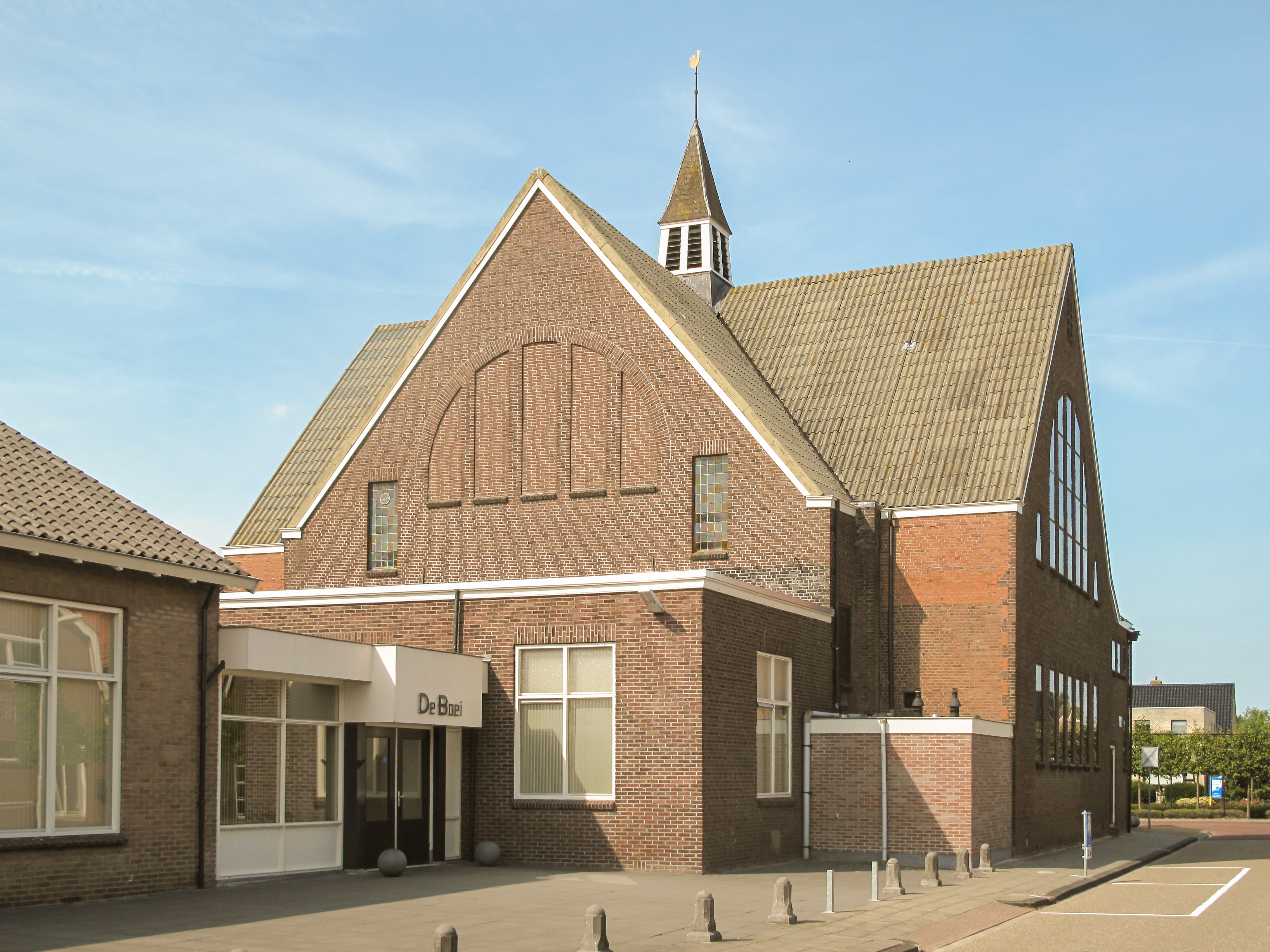
Реформістська церква
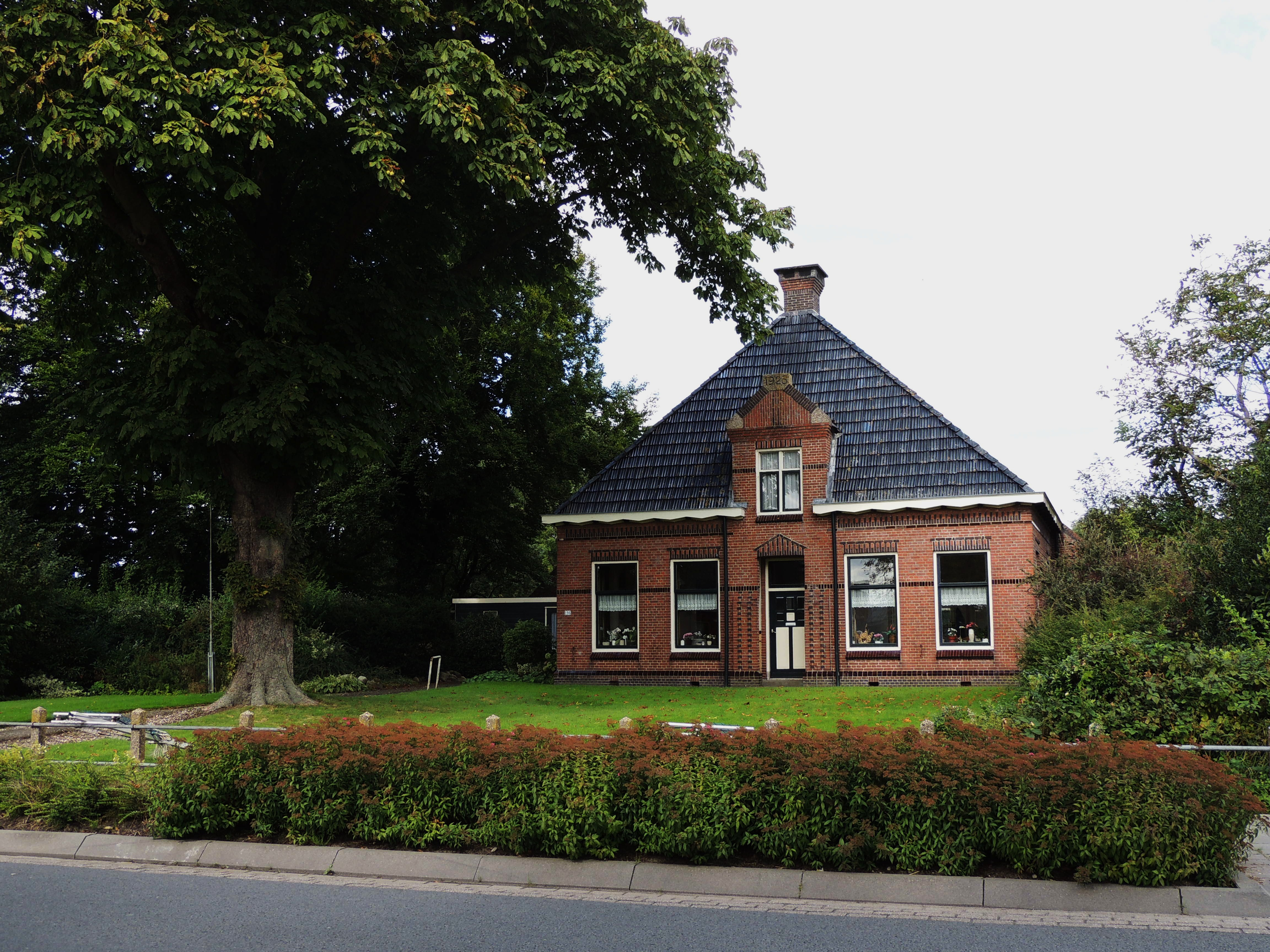
Ферма в селі
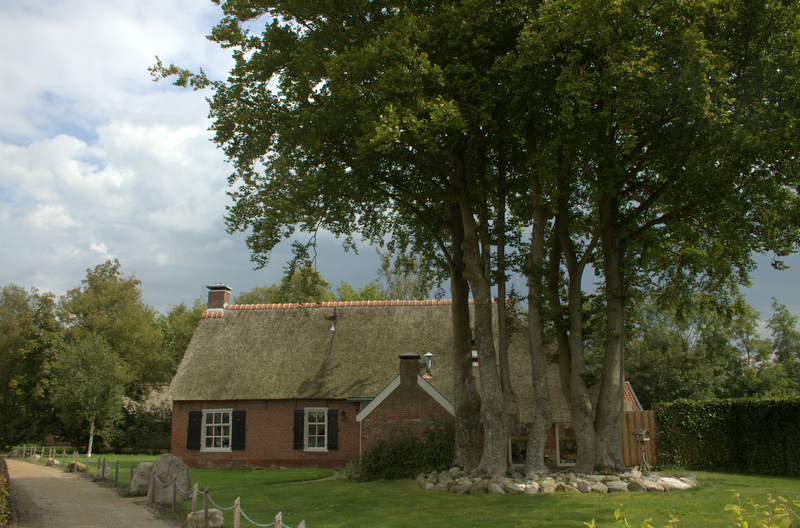
Ферма в селі
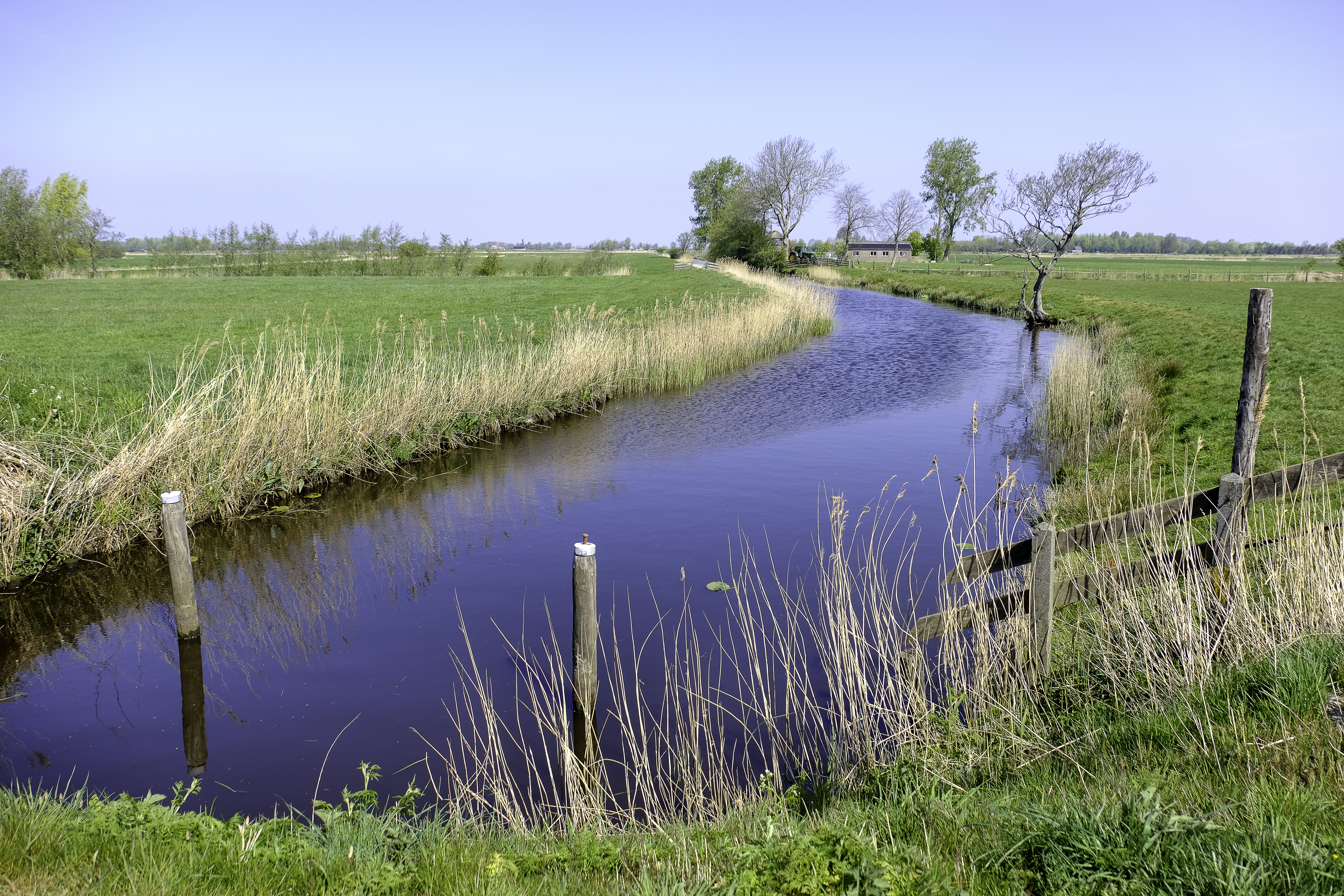
Пейзаж біля села